# Grimes-Gletscher
Der Grimes-Gletscher ist ein steil abfallender Gletscher an der Ostseite des Anderson-Massivs in der westantarktischen Heritage Range. Südlich des Gletschers liegt der 1910 m hohe Rullman Peak.
Der Gletscher wurde vom United States Geological Survey im Rahmen der Erfassung des Ellsworthgebirges in den Jahren 1961–1966 durch Vermessungen vor Ort und Luftaufnahmen der United States Navy kartografiert. Er wurde vom Advisory Committee on Antarctic Names nach Paul D. Grimes benannt, einem Unteroffizier der US-Marine, der als Master Chief Equipmentman Dienst tat. Er war 1965 Leiter der Baumannschaften, die im letzten Monat der Operation Deep Freeze 1965 den Flugplatz Williams Field im McMurdo-Sund aufgrund der Bewegung des Schelfeises an eine andere Stelle versetzten.